# Fedor von Jaroszinski-Jarosch
Fedor Oscar von Jaroszinski-Jarosch (* 26. Juli 1835 in Oppeln; † 23. August 1918 in Dresden) war ein Schauspieler und Theaterregisseur des 19. Jahrhunderts.

## Herkunft und Kindheit
Fedor von Jaroszinski-Jarosch (auch: Fedor von Jarosch) wurde nach dem frühen Tod seines Vaters von seinem väterlichen Onkel Franz Oskar Freiherr von Jaroczinski-Jarosch, der mit Christiane Gräfin von Reichenbach verheiratet war, auf dem Rittergut der Familie in Dometzko erzogen. Weitere Verwandte der Familie waren die Grafen Eduard und Oskar von Reichenbach. Später war Fedors Onkel Franz von Jaroczinski-Jarosch Gutsbesitzer in Krakau.

## Karriere
Nach einer kurzen Militärlaufbahn als Offizier (Premier-Leutnant) ging er im Jahr 1854 an das Stadttheater Liegnitz, wo er bis 1860 als Schauspieler im Fach des jugendlichen Liebhabers auftrat. Tourneen führten ihn in den Jahren 1862–1866 durch Norddeutschland (u. a. Güstrow und Fürstenwalde). Zwischen 1867 und 1868 war er mit seiner Frau Antonie v. Jarosch, geb. Krebs am Stadttheater Leitmeritz in Böhmen im Fach des Ersten Helden verpflichtet. Danach spielte er bei verschiedenen Theatergesellschaften in Sachsen als Erster Held und jugendlicher Liebhaber, u. a. in Frankenberg, Greiz und Altenburg. Ab 1873 war er als Regisseur für die Theatergesellschaft von Otto Schmidt in Sachsen tätig. Ab 1880 trat er mit seiner Frau Antonie von Jarosch in Asch in Böhmen auf. Seine letzten Rollen spielte er als Erster Held an den Theatern Schlesiens (Breslau, Oppeln, Nimptsch). Wiederkehrende Rollen waren die Titelrolle im Hamlet (Shakespeare), Graf Maximilian Moor in die Räuber (Schiller) sowie Major von Tellheim in Minna von Barnhelm (Lessing).
Fedor von Jarosch führte als Schauspieler das Adelsprädikat nur zeitweilig, so dass er im Theateralmanach sowohl als „Fedor von Jarosch“ sowie als „Fedor Jarosch“ aufgeführt wurde.

## Ehe und Nachkommen
1862 heiratete Fedor von Jaroszinski-Jarosch die Schauspielerin Antonie Maria Weber-Krebs, die Tochter des königlich-sächsischen Kapellmeisters Karl August Krebs und dessen erster Frau, der Schauspielerin Ida Weber. Antonie von Jaroschs Halbschwester war die Pianistin Mary Krebs-Brenning. Seine einzige Tochter, die das Erwachsenenalter erreichte, Elfriede von Jarrosch (1869–1957) und später verheiratete Häser-von Jarrosch, war ebenfalls Schauspielerin. Sein Enkel Herbert von Jarrosch (1900–1942) war gleichfalls Schauspieler, aber auch Schauspielunternehmer sowie Schauspieldirektor; u. a. am Stadttheater Groß-Strehlitz.